# Vuelta a Andalucía 2019
La 65.ª edición de la Vuelta a Andalucía (llamado oficialmente: Ruta Del Sol Vuelta Ciclista a Andalucía) fue una carrera de ciclismo en ruta por etapas que se celebró en España entre el 20 y el 24 de febrero de 2019 sobre un recorrido de 687 kilómetros dividido en 5 etapas, con inicio en la ciudad de Sanlúcar de Barrameda y final en la ciudad de Alhaurín de la Torre.
La prueba perteneció al UCI Europe Tour 2019 dentro de la categoría 2.HC (máxima categoría de estos circuitos). El vencedor final fue el danés Jakob Fuglsang del Astana seguido del español Ion Izagirre, también del Astana, y el neerlandés Steven Kruijswijk del Jumbo-Visma.

## Equipos participantes
Tomaron parte en la carrera 19 equipos: 6 de categoría UCI WorldTeam invitados por la organización; 12 de categoría Profesional Continental; y 1 de categoría Continental. Formando así un pelotón de 130 ciclistas de los que acabaron 114. Los equipos participantes fueron:
| WorldTeams (6)- Movistar Team - Lotto Soudal - Mitchelton-Scott - Bahrain-Merida - Astana - Team Jumbo-Visma Equipos continentales profesionales (12)- Caja Rural-Seguros RGA - Vital Concept-B&B Hotels - Sport Vlaanderen-Baloise - Roompot-Charles - Euskadi Basque Country-Murias - Wanty-Groupe Gobert - Burgos-BH - Androni Giocattoli-Sidermec - Rally UHC Cycling - Gazprom-RusVelo - Bardiani CSF - Nippo Vini Fantini Faizanè Equipo continental- Fundación Euskadi |
| |

## Recorrido
La Vuelta a Andalucía dispuso de cinco etapas para un recorrido total de 687 kilómetros, dividido en dos etapas de media montaña, una etapa de alta montaña, una jornada mixta que combina un recorrido llano y de media montaña y por último como novedad una contrarreloj individual.
| Etapa     | Fecha     | Recorrido                                     | type                    | Distancia (km) | Ganador        | Líder          |
| --------- | --------- | --------------------------------------------- | ----------------------- | -------------- | -------------- | -------------- |
| 1.ª etapa | 20 de feb | Sanlúcar de Barrameda – Alcalá de los Gazules | etapa de media montaña  | 170,5          | Tim Wellens    | Tim Wellens    |
| 2.ª etapa | 21 de feb | Sevilla – Torredonjimeno                      | etapa escarpada         | 216,5          | Matteo Trentin | Tim Wellens    |
| 3.ª etapa | 22 de feb | Mancha Real – Guardia de Jaén, La             | contrarreloj individual | 16,2           | Tim Wellens    | Tim Wellens    |
| 4.ª etapa | 23 de feb | Armilla – Granada                             | etapa de media montaña  | 119,9          | Simon Yates    | Jakob Fuglsang |
| 5.ª etapa | 24 de feb | Villa de Otura – Alhaurín de la Torre         | etapa de media montaña  | 163,9          | Matteo Trentin | Jakob Fuglsang |

## Desarrollo de la carrera

### 1.ª etapa
| Sanlúcar de Barrameda - Alcalá de los Gazules | etapa de media montaña | (170,5 km) |

| \| Clasificación de la etapa \| Clasificación de la etapa \| Clasificación de la etapa \| Clasificación de la etapa \| Clasificación de la etapa \| \| Ciclista \| Ciclista \| Equipo \| Tiempo \| \| \| ------------------------- \| ------------------------- \| -------------------------- \| ------------------------- \| ------------------------- \| \| 1.º \| Tim Wellens \| Lotto-Soudal \| 4 h 24 min 12 s \| \| \| 2.º \| Jakob Fuglsang \| Astana \| + 5 s \| \| \| 3.º \| Ion Izagirre \| Astana \| + 5 s \| \| \| 4.º \| Jack Haig \| Mitchelton-Scott \| + 5 s \| \| \| 5.º \| Steven Kruijswijk \| Team Jumbo-Visma \| + 9 s \| \| \| 6.º \| Pello Bilbao \| Astana \| + 9 s \| \| \| 7.º \| Marco Canola \| Nippo-Vini Fantini-Faizanè \| + 9 s \| \| \| 8.º \| Aleksandr Vlásov \| Gazprom-RusVelo \| + 9 s \| \| \| 9.º \| Antwan Tolhoek \| Team Jumbo-Visma \| + 9 s \| \| \| 10.º \| Guillaume Martin \| Wanty-Gobert \| + 13 s \| \| |                   |                            |                 |
| |                   |                            |                 |
| Fuente: ProCyclingStats |                   |                            |                 |
| Clasificación de la etapa |                   |                            |                 |
| Ciclista | Ciclista          | Equipo                     | Tiempo          |
| 1.º | Tim Wellens       | Lotto-Soudal               | 4 h 24 min 12 s |
| 2.º | Jakob Fuglsang    | Astana                     | + 5 s           |
| 3.º | Ion Izagirre      | Astana                     | + 5 s           |
| 4.º | Jack Haig         | Mitchelton-Scott           | + 5 s           |
| 5.º | Steven Kruijswijk | Team Jumbo-Visma           | + 9 s           |
| 6.º | Pello Bilbao      | Astana                     | + 9 s           |
| 7.º | Marco Canola      | Nippo-Vini Fantini-Faizanè | + 9 s           |
| 8.º | Aleksandr Vlásov  | Gazprom-RusVelo            | + 9 s           |
| 9.º | Antwan Tolhoek    | Team Jumbo-Visma           | + 9 s           |
| 10.º | Guillaume Martin  | Wanty-Gobert               | + 13 s          |

| \| Clasificación general \| Clasificación general \| Clasificación general \| Clasificación general \| Clasificación general \| \| Ciclista \| Ciclista \| Equipo \| Tiempo \| \| \| --------------------- \| --------------------- \| -------------------------- \| --------------------- \| --------------------- \| \| 1.º \| Tim Wellens \| Lotto-Soudal \| 4 h 24 min 12 s \| \| \| 2.º \| Jakob Fuglsang \| Astana \| + 5 s \| \| \| 3.º \| Ion Izagirre \| Astana \| + 5 s \| \| \| 4.º \| Jack Haig \| Mitchelton-Scott \| + 5 s \| \| \| 5.º \| Steven Kruijswijk \| Team Jumbo-Visma \| + 9 s \| \| \| 6.º \| Pello Bilbao \| Astana \| + 9 s \| \| \| 7.º \| Marco Canola \| Nippo-Vini Fantini-Faizanè \| + 9 s \| \| \| 8.º \| Aleksandr Vlásov \| Gazprom-RusVelo \| + 9 s \| \| \| 9.º \| Antwan Tolhoek \| Team Jumbo-Visma \| + 9 s \| \| \| 10.º \| Guillaume Martin \| Wanty-Gobert \| + 13 s \| \| |                   |                            |                 |
| |                   |                            |                 |
| Fuente: ProCyclingStats |                   |                            |                 |
| Clasificación general |                   |                            |                 |
| Ciclista | Ciclista          | Equipo                     | Tiempo          |
| 1.º | Tim Wellens       | Lotto-Soudal               | 4 h 24 min 12 s |
| 2.º | Jakob Fuglsang    | Astana                     | + 5 s           |
| 3.º | Ion Izagirre      | Astana                     | + 5 s           |
| 4.º | Jack Haig         | Mitchelton-Scott           | + 5 s           |
| 5.º | Steven Kruijswijk | Team Jumbo-Visma           | + 9 s           |
| 6.º | Pello Bilbao      | Astana                     | + 9 s           |
| 7.º | Marco Canola      | Nippo-Vini Fantini-Faizanè | + 9 s           |
| 8.º | Aleksandr Vlásov  | Gazprom-RusVelo            | + 9 s           |
| 9.º | Antwan Tolhoek    | Team Jumbo-Visma           | + 9 s           |
| 10.º | Guillaume Martin  | Wanty-Gobert               | + 13 s          |

### 2.ª etapa
| Sevilla - Torredonjimeno | etapa escarpada | (216,5 km) |

| \| Clasificación de la etapa \| Clasificación de la etapa \| Clasificación de la etapa \| Clasificación de la etapa \| Clasificación de la etapa \| \| Ciclista \| Ciclista \| Equipo \| Tiempo \| \| \| ------------------------- \| ------------------------- \| ----------------------------- \| ------------------------- \| ------------------------- \| \| 1.º \| Matteo Trentin \| Mitchelton-Scott \| 5 h 55 min 28 s \| \| \| 2.º \| Danny van Poppel \| Team Jumbo-Visma \| + 0 s \| \| \| 3.º \| Iván García Cortina \| Bahrain-Merida \| + 0 s \| \| \| 4.º \| Enrique Sanz \| Euskadi Basque Country-Murias \| + 0 s \| \| \| 5.º \| Manuel Belletti \| Androni Giocattoli-Sidermec \| + 0 s \| \| \| 6.º \| Andrea Pasqualon \| Wanty-Gobert \| + 0 s \| \| \| 7.º \| Jonas Van Genechten \| Vital Concept-B&B Hotels \| + 0 s \| \| \| 8.º \| Edward Planckaert \| Sport Vlaanderen-Baloise \| + 0 s \| \| \| 9.º \| Michael Van Staeyen \| Roompot-Charles \| + 0 s \| \| \| 10.º \| Vincenzo Albanese \| Bardiani CSF \| + 0 s \| \| |                     |                               |                 |
| |                     |                               |                 |
| Fuente: ProCyclingStats |                     |                               |                 |
| Clasificación de la etapa |                     |                               |                 |
| Ciclista | Ciclista            | Equipo                        | Tiempo          |
| 1.º | Matteo Trentin      | Mitchelton-Scott              | 5 h 55 min 28 s |
| 2.º | Danny van Poppel    | Team Jumbo-Visma              | + 0 s           |
| 3.º | Iván García Cortina | Bahrain-Merida                | + 0 s           |
| 4.º | Enrique Sanz        | Euskadi Basque Country-Murias | + 0 s           |
| 5.º | Manuel Belletti     | Androni Giocattoli-Sidermec   | + 0 s           |
| 6.º | Andrea Pasqualon    | Wanty-Gobert                  | + 0 s           |
| 7.º | Jonas Van Genechten | Vital Concept-B&B Hotels      | + 0 s           |
| 8.º | Edward Planckaert   | Sport Vlaanderen-Baloise      | + 0 s           |
| 9.º | Michael Van Staeyen | Roompot-Charles               | + 0 s           |
| 10.º | Vincenzo Albanese   | Bardiani CSF                  | + 0 s           |

| \| Clasificación general \| Clasificación general \| Clasificación general \| Clasificación general \| Clasificación general \| \| Ciclista \| Ciclista \| Equipo \| Tiempo \| \| \| --------------------- \| --------------------- \| -------------------------- \| --------------------- \| --------------------- \| \| 1.º \| Tim Wellens \| Lotto-Soudal \| 10 h 19 min 40 s \| \| \| 2.º \| Jakob Fuglsang \| Astana \| + 5 s \| \| \| 3.º \| Jack Haig \| Mitchelton-Scott \| + 5 s \| \| \| 4.º \| Ion Izagirre \| Astana \| + 5 s \| \| \| 5.º \| Marco Canola \| Nippo-Vini Fantini-Faizanè \| + 9 s \| \| \| 6.º \| Steven Kruijswijk \| Team Jumbo-Visma \| + 9 s \| \| \| 7.º \| Aleksandr Vlásov \| Gazprom-RusVelo \| + 9 s \| \| \| 8.º \| Pello Bilbao \| Astana \| + 9 s \| \| \| 9.º \| Antwan Tolhoek \| Team Jumbo-Visma \| + 9 s \| \| \| 10.º \| Guillaume Martin \| Wanty-Gobert \| + 13 s \| \| |                   |                            |                  |
| |                   |                            |                  |
| Fuente: ProCyclingStats |                   |                            |                  |
| Clasificación general |                   |                            |                  |
| Ciclista | Ciclista          | Equipo                     | Tiempo           |
| 1.º | Tim Wellens       | Lotto-Soudal               | 10 h 19 min 40 s |
| 2.º | Jakob Fuglsang    | Astana                     | + 5 s            |
| 3.º | Jack Haig         | Mitchelton-Scott           | + 5 s            |
| 4.º | Ion Izagirre      | Astana                     | + 5 s            |
| 5.º | Marco Canola      | Nippo-Vini Fantini-Faizanè | + 9 s            |
| 6.º | Steven Kruijswijk | Team Jumbo-Visma           | + 9 s            |
| 7.º | Aleksandr Vlásov  | Gazprom-RusVelo            | + 9 s            |
| 8.º | Pello Bilbao      | Astana                     | + 9 s            |
| 9.º | Antwan Tolhoek    | Team Jumbo-Visma           | + 9 s            |
| 10.º | Guillaume Martin  | Wanty-Gobert               | + 13 s           |

### 3.ª etapa
| Mancha Real - Guardia de Jaén, La | contrarreloj individual | (16,2 km) |

| \| Clasificación de la etapa \| Clasificación de la etapa \| Clasificación de la etapa \| Clasificación de la etapa \| Clasificación de la etapa \| \| Ciclista \| Ciclista \| Equipo \| Tiempo \| \| \| ------------------------- \| ------------------------- \| ------------------------- \| ------------------------- \| ------------------------- \| \| 1.º \| Tim Wellens \| Lotto-Soudal \| 22 min 25 s \| \| \| 2.º \| Jakob Fuglsang \| Astana \| + 2 s \| \| \| 3.º \| Ion Izagirre \| Astana \| + 9 s \| \| \| 4.º \| Steven Kruijswijk \| Team Jumbo-Visma \| + 9 s \| \| \| 5.º \| Adam Yates \| Mitchelton-Scott \| + 15 s \| \| \| 6.º \| Jack Haig \| Mitchelton-Scott \| + 16 s \| \| \| 7.º \| Pello Bilbao \| Astana \| + 19 s \| \| \| 8.º \| Simon Yates \| Mitchelton-Scott \| + 22 s \| \| \| 9.º \| Matej Mohorič \| Bahrain-Merida \| + 26 s \| \| \| 10.º \| Aleksandr Vlásov \| Gazprom-RusVelo \| + 47 s \| \| |                   |                  |             |
| |                   |                  |             |
| Fuente: ProCyclingStats |                   |                  |             |
| Clasificación de la etapa |                   |                  |             |
| Ciclista | Ciclista          | Equipo           | Tiempo      |
| 1.º | Tim Wellens       | Lotto-Soudal     | 22 min 25 s |
| 2.º | Jakob Fuglsang    | Astana           | + 2 s       |
| 3.º | Ion Izagirre      | Astana           | + 9 s       |
| 4.º | Steven Kruijswijk | Team Jumbo-Visma | + 9 s       |
| 5.º | Adam Yates        | Mitchelton-Scott | + 15 s      |
| 6.º | Jack Haig         | Mitchelton-Scott | + 16 s      |
| 7.º | Pello Bilbao      | Astana           | + 19 s      |
| 8.º | Simon Yates       | Mitchelton-Scott | + 22 s      |
| 9.º | Matej Mohorič     | Bahrain-Merida   | + 26 s      |
| 10.º | Aleksandr Vlásov  | Gazprom-RusVelo  | + 47 s      |

| \| Clasificación general \| Clasificación general \| Clasificación general \| Clasificación general \| Clasificación general \| \| Ciclista \| Ciclista \| Equipo \| Tiempo \| \| \| --------------------- \| ---------------------------- \| ----------------------------- \| --------------------- \| --------------------- \| \| 1.º \| Tim Wellens \| Lotto-Soudal \| 10 h 42 min 05 s \| \| \| 2.º \| Jakob Fuglsang \| Astana \| + 7 s \| \| \| 3.º \| Ion Izagirre \| Astana \| + 14 s \| \| \| 4.º \| Steven Kruijswijk \| Team Jumbo-Visma \| + 18 s \| \| \| 5.º \| Jack Haig \| Mitchelton-Scott \| + 21 s \| \| \| 6.º \| Pello Bilbao \| Astana \| + 28 s \| \| \| 7.º \| Matej Mohorič \| Bahrain-Merida \| + 39 s \| \| \| 8.º \| Aleksandr Vlásov \| Gazprom-RusVelo \| + 56 s \| \| \| 9.º \| Adam Yates \| Mitchelton-Scott \| + 1 min 04 s \| \| \| 10.º \| Óscar Rodríguez Garaicoechea \| Euskadi Basque Country-Murias \| + 1 min 16 s \| \| |                              |                               |                  |
| |                              |                               |                  |
| Fuente: ProCyclingStats |                              |                               |                  |
| Clasificación general |                              |                               |                  |
| Ciclista | Ciclista                     | Equipo                        | Tiempo           |
| 1.º | Tim Wellens                  | Lotto-Soudal                  | 10 h 42 min 05 s |
| 2.º | Jakob Fuglsang               | Astana                        | + 7 s            |
| 3.º | Ion Izagirre                 | Astana                        | + 14 s           |
| 4.º | Steven Kruijswijk            | Team Jumbo-Visma              | + 18 s           |
| 5.º | Jack Haig                    | Mitchelton-Scott              | + 21 s           |
| 6.º | Pello Bilbao                 | Astana                        | + 28 s           |
| 7.º | Matej Mohorič                | Bahrain-Merida                | + 39 s           |
| 8.º | Aleksandr Vlásov             | Gazprom-RusVelo               | + 56 s           |
| 9.º | Adam Yates                   | Mitchelton-Scott              | + 1 min 04 s     |
| 10.º | Óscar Rodríguez Garaicoechea | Euskadi Basque Country-Murias | + 1 min 16 s     |

### 4.ª etapa
| Armilla - Granada | etapa de media montaña | (119,9 km) |

| \| Clasificación de la etapa \| Clasificación de la etapa \| Clasificación de la etapa \| Clasificación de la etapa \| Clasificación de la etapa \| \| Ciclista \| Ciclista \| Equipo \| Tiempo \| \| \| ------------------------- \| ------------------------- \| ------------------------- \| ------------------------- \| ------------------------- \| \| 1.º \| Simon Yates \| Mitchelton-Scott \| 3 h 01 min 03 s \| \| \| 2.º \| Sergio Higuita \| Fundación Euskadi \| + 26 s \| \| \| 3.º \| Steven Kruijswijk \| Team Jumbo-Visma \| + 26 s \| \| \| 4.º \| Adam Yates \| Mitchelton-Scott \| + 26 s \| \| \| 5.º \| Ion Izagirre \| Astana \| + 26 s \| \| \| 6.º \| Pello Bilbao \| Astana \| + 26 s \| \| \| 7.º \| Jakob Fuglsang \| Astana \| + 26 s \| \| \| 8.º \| Aleksandr Vlásov \| Gazprom-RusVelo \| + 1 min 20 s \| \| \| 9.º \| Jack Haig \| Mitchelton-Scott \| + 1 min 20 s \| \| \| 10.º \| Héctor Carretero \| Movistar Team \| + 2 min 51 s \| \| |                   |                   |                 |
| |                   |                   |                 |
| Fuente: ProCyclingStats |                   |                   |                 |
| Clasificación de la etapa |                   |                   |                 |
| Ciclista | Ciclista          | Equipo            | Tiempo          |
| 1.º | Simon Yates       | Mitchelton-Scott  | 3 h 01 min 03 s |
| 2.º | Sergio Higuita    | Fundación Euskadi | + 26 s          |
| 3.º | Steven Kruijswijk | Team Jumbo-Visma  | + 26 s          |
| 4.º | Adam Yates        | Mitchelton-Scott  | + 26 s          |
| 5.º | Ion Izagirre      | Astana            | + 26 s          |
| 6.º | Pello Bilbao      | Astana            | + 26 s          |
| 7.º | Jakob Fuglsang    | Astana            | + 26 s          |
| 8.º | Aleksandr Vlásov  | Gazprom-RusVelo   | + 1 min 20 s    |
| 9.º | Jack Haig         | Mitchelton-Scott  | + 1 min 20 s    |
| 10.º | Héctor Carretero  | Movistar Team     | + 2 min 51 s    |

| \| Clasificación general \| Clasificación general \| Clasificación general \| Clasificación general \| Clasificación general \| \| Ciclista \| Ciclista \| Equipo \| Tiempo \| \| \| --------------------- \| --------------------- \| --------------------- \| --------------------- \| --------------------- \| \| 1.º \| Jakob Fuglsang \| Astana \| 13 h 43 min 41 s \| \| \| 2.º \| Ion Izagirre \| Astana \| + 7 s \| \| \| 3.º \| Steven Kruijswijk \| Team Jumbo-Visma \| + 11 s \| \| \| 4.º \| Pello Bilbao \| Astana \| + 21 s \| \| \| 5.º \| Adam Yates \| Mitchelton-Scott \| + 57 s \| \| \| 6.º \| Jack Haig \| Mitchelton-Scott \| + 1 min 08 s \| \| \| 7.º \| Sergio Higuita \| Fundación Euskadi \| + 1 min 12 s \| \| \| 8.º \| Aleksandr Vlásov \| Gazprom-RusVelo \| + 1 min 43 s \| \| \| 9.º \| Tim Wellens \| Lotto-Soudal \| + 2 min 53 s \| \| \| 10.º \| Dylan Teuns \| Bahrain-Merida \| + 3 min 41 s \| \| |                   |                   |                  |
| |                   |                   |                  |
| Fuente: ProCyclingStats |                   |                   |                  |
| Clasificación general |                   |                   |                  |
| Ciclista | Ciclista          | Equipo            | Tiempo           |
| 1.º | Jakob Fuglsang    | Astana            | 13 h 43 min 41 s |
| 2.º | Ion Izagirre      | Astana            | + 7 s            |
| 3.º | Steven Kruijswijk | Team Jumbo-Visma  | + 11 s           |
| 4.º | Pello Bilbao      | Astana            | + 21 s           |
| 5.º | Adam Yates        | Mitchelton-Scott  | + 57 s           |
| 6.º | Jack Haig         | Mitchelton-Scott  | + 1 min 08 s     |
| 7.º | Sergio Higuita    | Fundación Euskadi | + 1 min 12 s     |
| 8.º | Aleksandr Vlásov  | Gazprom-RusVelo   | + 1 min 43 s     |
| 9.º | Tim Wellens       | Lotto-Soudal      | + 2 min 53 s     |
| 10.º | Dylan Teuns       | Bahrain-Merida    | + 3 min 41 s     |

### 5.ª etapa
| Villa de Otura - Alhaurín de la Torre | etapa de media montaña | (163,9 km) |

| \| Clasificación de la etapa \| Clasificación de la etapa \| Clasificación de la etapa \| Clasificación de la etapa \| Clasificación de la etapa \| \| Ciclista \| Ciclista \| Equipo \| Tiempo \| \| \| ------------------------- \| ------------------------- \| ----------------------------- \| ------------------------- \| ------------------------- \| \| 1.º \| Matteo Trentin \| Mitchelton-Scott \| 3 h 58 min 19 s \| \| \| 2.º \| Enrique Sanz \| Euskadi Basque Country-Murias \| + 0 s \| \| \| 3.º \| Carlos Barbero \| Movistar Team \| + 0 s \| \| \| 4.º \| Tosh Van der Sande \| Lotto-Soudal \| + 0 s \| \| \| 5.º \| Colin Joyce \| Rally UHC Cycling \| + 0 s \| \| \| 6.º \| Matej Mohorič \| Bahrain-Merida \| + 0 s \| \| \| 7.º \| Juanjo Lobato \| Nippo-Vini Fantini-Faizanè \| + 0 s \| \| \| 8.º \| Lars Boom \| Roompot-Charles \| + 0 s \| \| \| 9.º \| Eduard Prades \| Movistar Team \| + 0 s \| \| \| 10.º \| Steven Kruijswijk \| Team Jumbo-Visma \| + 0 s \| \| |                    |                               |                 |
| |                    |                               |                 |
| Fuente: ProCyclingStats |                    |                               |                 |
| Clasificación de la etapa |                    |                               |                 |
| Ciclista | Ciclista           | Equipo                        | Tiempo          |
| 1.º | Matteo Trentin     | Mitchelton-Scott              | 3 h 58 min 19 s |
| 2.º | Enrique Sanz       | Euskadi Basque Country-Murias | + 0 s           |
| 3.º | Carlos Barbero     | Movistar Team                 | + 0 s           |
| 4.º | Tosh Van der Sande | Lotto-Soudal                  | + 0 s           |
| 5.º | Colin Joyce        | Rally UHC Cycling             | + 0 s           |
| 6.º | Matej Mohorič      | Bahrain-Merida                | + 0 s           |
| 7.º | Juanjo Lobato      | Nippo-Vini Fantini-Faizanè    | + 0 s           |
| 8.º | Lars Boom          | Roompot-Charles               | + 0 s           |
| 9.º | Eduard Prades      | Movistar Team                 | + 0 s           |
| 10.º | Steven Kruijswijk  | Team Jumbo-Visma              | + 0 s           |

## Clasificaciones finales
- Las clasificaciones finalizaron de la siguiente forma:[5]

### Clasificación general
| \| Clasificación general \| Clasificación general \| Clasificación general \| Clasificación general \| Clasificación general \| \| Ciclista \| Ciclista \| Equipo \| Tiempo \| \| \| --------------------- \| --------------------- \| --------------------- \| --------------------- \| --------------------- \| \| 1.º \| Jakob Fuglsang \| Astana \| 17 h 42 min 00 s \| \| \| 2.º \| Ion Izagirre \| Astana \| + 7 s \| \| \| 3.º \| Steven Kruijswijk \| Team Jumbo-Visma \| + 11 s \| \| \| 4.º \| Pello Bilbao \| Astana \| + 21 s \| \| \| 5.º \| Adam Yates \| Mitchelton-Scott \| + 57 s \| \| \| 6.º \| Jack Haig \| Mitchelton-Scott \| + 1 min 08 s \| \| \| 7.º \| Sergio Higuita \| Fundación Euskadi \| + 1 min 12 s \| \| \| 8.º \| Aleksandr Vlásov \| Gazprom-RusVelo \| + 1 min 43 s \| \| \| 9.º \| Tim Wellens \| Lotto-Soudal \| + 2 min 53 s \| \| \| 10.º \| Dylan Teuns \| Bahrain-Merida \| + 3 min 41 s \| \| |                   |                   |                  |
| |                   |                   |                  |
| Fuente: ProCyclingStats |                   |                   |                  |
| Clasificación general |                   |                   |                  |
| Ciclista | Ciclista          | Equipo            | Tiempo           |
| 1.º | Jakob Fuglsang    | Astana            | 17 h 42 min 00 s |
| 2.º | Ion Izagirre      | Astana            | + 7 s            |
| 3.º | Steven Kruijswijk | Team Jumbo-Visma  | + 11 s           |
| 4.º | Pello Bilbao      | Astana            | + 21 s           |
| 5.º | Adam Yates        | Mitchelton-Scott  | + 57 s           |
| 6.º | Jack Haig         | Mitchelton-Scott  | + 1 min 08 s     |
| 7.º | Sergio Higuita    | Fundación Euskadi | + 1 min 12 s     |
| 8.º | Aleksandr Vlásov  | Gazprom-RusVelo   | + 1 min 43 s     |
| 9.º | Tim Wellens       | Lotto-Soudal      | + 2 min 53 s     |
| 10.º | Dylan Teuns       | Bahrain-Merida    | + 3 min 41 s     |

### Clasificación de la montaña
| Clasificación de la montaña | Clasificación de la montaña | Clasificación de la montaña   | Clasificación de la montaña | Clasificación de la montaña |
| Ciclista                    | Ciclista                    | Equipo                        | Puntos                      |                             |
| --------------------------- | --------------------------- | ----------------------------- | --------------------------- | --------------------------- |
| 1.º                         | Simon Yates                 | Mitchelton-Scott              | 34 pts                      |                             |
| 2.º                         | Álvaro Cuadros              | Caja Rural-Seguros RGA        | 15 pts                      |                             |
| 3.º                         | Ion Izagirre                | Astana                        | 12 pts                      |                             |
| 4.º                         | Jakob Fuglsang              | Astana                        | 8 pts                       |                             |
| 5.º                         | Dario Cataldo               | Astana                        | 8 pts                       |                             |
| 6.º                         | Antwan Tolhoek              | Team Jumbo-Visma              | 7 pts                       |                             |
| 7.º                         | Luis León Sánchez           | Astana                        | 6 pts                       |                             |
| 8.º                         | Tomasz Marczynski           | Lotto-Soudal                  | 6 pts                       |                             |
| 9.º                         | Sergio Samitier             | Euskadi Basque Country-Murias | 5 pts                       |                             |
| 10.º                        | Adam Yates                  | Mitchelton-Scott              | 5 pts                       |                             |

### Clasificación por puntos
| Clasificación por puntos | Clasificación por puntos | Clasificación por puntos      | Clasificación por puntos | Clasificación por puntos |
| Ciclista                 | Ciclista                 | Equipo                        | Puntos                   |                          |
| ------------------------ | ------------------------ | ----------------------------- | ------------------------ | ------------------------ |
| 1.º                      | Tim Wellens              | Lotto-Soudal                  | 53 pts                   |                          |
| 2.º                      | Matteo Trentin           | Mitchelton-Scott              | 50 pts                   |                          |
| 3.º                      | Jakob Fuglsang           | Astana                        | 49 pts                   |                          |
| 4.º                      | Steven Kruijswijk        | Team Jumbo-Visma              | 48 pts                   |                          |
| 5.º                      | Ion Izagirre             | Astana                        | 47 pts                   |                          |
| 6.º                      | Enrique Sanz             | Euskadi Basque Country-Murias | 34 pts                   |                          |
| 7.º                      | Simon Yates              | Mitchelton-Scott              | 33 pts                   |                          |
| 8.º                      | Jack Haig                | Mitchelton-Scott              | 31 pts                   |                          |
| 9.º                      | Pello Bilbao             | Astana                        | 29 pts                   |                          |
| 10.º                     | Adam Yates               | Mitchelton-Scott              | 26 pts                   |                          |

### Clasificación por equipos
| Clasificación por equipos | Clasificación por equipos | Clasificación por equipos | Clasificación por equipos |
| Equipo                    | Equipo                    | Tiempo                    |                           |
| ------------------------- | ------------------------- | ------------------------- | ------------------------- |
| 1.º                       | Astana                    | 53 h 06 min 28 s          |                           |
| 2.º                       | Mitchelton-Scott          | + 2 min 02 s              |                           |
| 3.º                       | Movistar Team             | + 12 min 14 s             |                           |
| 4.º                       | Team Jumbo-Visma          | + 16 min 25 s             |                           |
| 5.º                       | Gazprom-RusVelo           | + 16 min 56 s             |                           |

## Evolución de las clasificaciones
| Etapa                   | Vencedor                | Clasificación general | Clasificación de la montaña | Clasificación por puntos | Clasificación por equipos |
| ----------------------- | ----------------------- | --------------------- | --------------------------- | ------------------------ | ------------------------- |
| 1.ª                     | Tim Wellens             | Tim Wellens           | Sergio Samitier             | Tim Wellens              | Astana                    |
| 2.ª                     | Matteo Trentin          | Tim Wellens           | Dries Van Gestel            | Tim Wellens              | Astana                    |
| 3.ª                     | Tim Wellens             | Tim Wellens           | Dries Van Gestel            | Tim Wellens              | Astana                    |
| 4.ª                     | Simon Yates             | Jakob Fuglsang        | Simon Yates                 | Tim Wellens              | Astana                    |
| 5.ª                     | Matteo Trentin          | Jakob Fuglsang        | Simon Yates                 | Tim Wellens              | Astana                    |
| Clasificaciones finales | Clasificaciones finales | Jakob Fuglsang        | Simon Yates                 | Tim Wellens              | Astana                    |

## UCI World Ranking
La Vuelta a Andalucía otorgó puntos para el UCI World Ranking para corredores de los equipos en las categorías UCI WorldTeam, Profesional Continental y Equipos Continentales. Las siguientes tablas son el baremo de puntuación y los corredores que obtuvieron puntos:
| Posición              | 1.º | 2.º | 3.º | 4.º | 5.º | 6.º | 7.º | 8.º | 9.º | 10.º | 11.º | 12.º | 13.º | 14.º | 15.º | 16.º-30.º | 31.º-40.º |
| Clasificación general | 200 | 150 | 125 | 100 | 85  | 70  | 60  | 50  | 40  | 35   | 30   | 25   | 20   | 15   | 10   | 5         | 3         |
| Por etapa             | 20  | 10  | 5   |     |     |     |     |     |     |      |      |      |      |      |      |           |           |
| Líder                 | 5   |     |     |     |     |     |     |     |     |      |      |      |      |      |      |           |           |

| Clasificación |                   |                   |         |       |       |       |
| Posición      | Ciclista          | Equipo            | General | Etapa | Líder | Total |
| ------------- | ----------------- | ----------------- | ------- | ----- | ----- | ----- |
| 1.º           | Jakob Fuglsang    | Astana            | 200     | 20    | 5     | 225   |
| 2.º           | Ion Izagirre      | Astana            | 150     | 10    | -     | 160   |
| 3.º           | Steven Kruijswijk | Jumbo-Visma       | 125     | 5     | -     | 130   |
| 4.º           | Pello Bilbao      | Astana            | 100     | -     | -     | 100   |
| 5.º           | Tim Wellens       | Lotto Soudal      | 40      | 40    | 15    | 95    |
| 6.º           | Adam Yates        | Mitchelton-Scott  | 85      | -     | -     | 85    |
| 7.º           | Jack Haig         | Mitchelton-Scott  | 70      | -     | -     | 70    |
| 8.º           | Sergio Higuita    | Fundación Euskadi | 60      | 10    | -     | 70    |
| 9.º           | Aleksandr Vlasov  | Gazprom-RusVelo   | 50      | -     | -     | 50    |
| 10.º          | Matteo Trentin    | Mitchelton-Scott  | -       | 40    | -     | 40    |